# Sommières
Sommières är en kommun i departementet Gard i regionen Occitanien i södra Frankrike. Kommunen ligger i kantonen Sommières som tillhör arrondissementet Nîmes. År 2022 hade Sommières 5 028 invånare.

## Befolkningsutveckling
Antalet invånare i kommunen Sommières
Referens:INSEE